# Німруд
Німруд ([nɪmˈruːd]; сир. ܢܢܡܪܕ; араб. النمرود) — древнє ассирійське місто, розташоване за 30 кілометрів (20 миль) на південь від міста Мосул та за 5 кілометрів (3 милі) на південь від села Селамія (араб. السلامية), на рівнинах Ніневії у Верхній Месопотамії. Це було велике ассирійське місто приблизно між 1350 р. до 610 р. до н. е. Місто розташоване у стратегічному положенні за 10 кілометрів (6 миль) на північ від того місця, де річка Тигр зустрічається зі своєю притокою Великим Забом. Місто займало площу 360 га (890 акрів). Руїни міста були знайдені в межах одного кілометра (1100 м) від сучасного ассирійського села Нооманеа в провінції Ніневія, Ірак.
Ім'я Німруд було записано як місцеве ім'я Карстен Нібур в середині 18 століття. У середині 19 століття біблійні археологи запропонували біблійне ім'я Калху (біблійний калах) на основі опису подорожей Німрода в Буття 10.
Археологічні розкопки на цьому місці розпочались у 1845 р. І проводились з інтервалом між 1879 р., А потім з 1949 р. Було виявлено багато важливих предметів, більшість з яких було перенесено до музеїв Іраку та за кордоном. У 2013 році Рада з досліджень мистецтв та гуманітарних наук Великої Британії профінансувала проєкт «Німруд», режисером якого була Елінор Робсон, метою якої було написати історію міста в давнину та сучасність, виявити та записати історію розповсюдження артефактів з Німруду, розподілена серед щонайменше 76 музеїв у всьому світі (у тому числі 36 у США та 13 у Великій Британії).
У 2015 році терористична організація ІДІЛ заявила про намір знищити це місто через його «неісламський» асирійський характер. У березні 2015 року уряд Іраку повідомив, що ІДІЛ використовував бульдозери для знищення розкопаних залишків міста. Кілька відеороликів, опублікованих ІДІЛ, показали незавершену роботу. У листопаді 2016 року сили Іраку відвоювали місце, а пізніше відвідувачі також підтвердили, що близько 90 % розкопаної частини міста було повністю зруйновано. З тих пір руїни Німруду залишаються під охороною іракських військ.

## Рання історія

### Заснування
Ассирійський цар Салманасар I (1274–1245 рр. до н. е.) розбудував Калху (Німруд) у велике місто за часів Середньої Ассирійської імперії (1365–1050 рр. до н. е.). Однак древнє місто Ассур залишалося столицею Ассирії, як це було з 3500 р. до н.е.

### Столиця Імперії
Місто здобуло популярність, коли цар Неоасирійської імперії Ашшур-назір-апал II (883–859 рр. до н. е.) ч (911–605 рр. до н. е.) Зробив його своєю столицею замість Ашшура. Він побудував у місті великий палац і храми, які занепали під час колапсу бронзового століття середини XI до середини X століть до н. Тисячі чоловіків працювали над будівництвом 8-кілометрової стіни, яка оточувала місто, та великого палацу. У вапняку було вирізано багато написів, у тому числі написано: "Палац кедра, кипариса, ялівцю, самшиту, шовковиці, фісташкового дерева та тамариску для мого королівського житла та для мого панського задоволення на всі часи я заснував там. Звірі гір та морів, із білого вапняку та алебастру, я виготовив їх і поставив їх біля його воріт ". У написах також описується грабунок, що зберігався у палаці: "Срібло, золото, свинець, мідь та залізо, здобич моєї руки із земель, які я ввів під свою владу, у великій кількості взяв і помістив там. Написи також описували великих свят він повинен був святкувати свої завоювання. Однак його жертви були в жаху від його завоювань. У тексті також сказано: "Багато полонених я взяв і спалив у вогні. Багатьох я взяв живими; у одних я відрізав їм руки до зап’ястя, у інших відрізав їм ніс, вуха та пальці; Я загасив очі багатьох солдат. Я спалив їхніх молодих чоловіків, жінок і дітей до смерті ". Про завоювання в іншому розгромленому місті він писав:" Я обділив дворян стільки, скільки повстало; і розклав свої шкури на купи ". Він хотів, щоб місто стало найбільшим і пишним в імперії. Він створив у місті зоопарк і ботанічні сади, в яких також були екзотичні тварини, дерева та квіти, які він привіз із своїх військових кампанії.
Урочиста церемонія відкриття з урочистостями та пишним бенкетом у 879 р. до н. е. Описана у вписаній стелі, виявленій під час археологічних розкопок. До 800 р. до н. е. Німруд виріс до 75 000 жителів, що робить його найбільшим містом у світі.
Син короля Ашурнасірпала Салманасар III (858–823 рр. до н. е.) продовжував там, де зупинився його батько. У Німруді він побудував палац, який значно перевершив палац його батька. Це було вдвічі більше і займало площу близько 5 гектарів (12 акрів) і включало понад 200 кімнат. Він побудував пам'ятник, відомий як Великий зиккурат, і пов'язаний з ним храм.
Німруд залишався столицею Ассирійської імперії під час правління Шамші-Адада V, Адад-нірарі III, цариці Шаммурамат, Салманасара IV, Ашшур-дана III, Ашшур-нірарі V, Тіглатпаласара III. Зокрема, Тіглатпаласар III проводив великі будівельні роботи в місті, а також вводив східноарамейську мову як лінгва-франка імперії, діалекти якої і сьогодні існують серед християнських ассирійців цього регіону.
Однак у 706 р. до н. е. Саргон II переніс столицю імперії в Дур Шаррукін, а після його смерті Сеннахеріб (705–681 рр. до н. е.) Переніс її до Ніневії. Він залишався головним містом і королівською резиденцією, поки місто не було в основному зруйноване під час падіння Ассирійської імперії від союзу колишніх підвладних народів, включаючи вавилонян, халдеїв, мідян, персів, скіфів та кімерійців (між 616 р. та 599 р. до н. е.).

### Пізніші географічні писання
Руїни міста з таким же розташуванням, що називається «Лариса», були описані Ксенофонтом у його «Анабазисі» у 5 столітті до н. е.
Подібну місцевість описали в середні віки ряд арабських географів, зокрема Якут аль-Хамаві, Абуль-Фіда та Ібн Саїд аль-Магрібі, використовуючи назву «Атур» поблизу Селамії.

## Археологія

### Розкопки
Перші розкопки в Німруді проводив Остін Генрі Лейард, працюючи з 1845 по 1847 і з 1849 по 1851 рік. Після від'їзду Лейарда робота була передана Ормузду Рассаму в 1853-54, а потім Вільяму Лофтусу в 1854–55.
Після того, як Джордж Сміт коротко працював на сайті в 1873 році, а Рассам повернувся туди з 1877 по 1879 рік, Німруд залишався недоторканим майже 60 років. Команда британської школи археології в Іраці під керівництвом Макса Маллоувана відновила копання в Німруді в 1949 році. Робота тривала до 1963 року, коли Девід Оутс став директором у 1958 році, а потім Джуліан Орчард у 1963 році.
Подальша робота була проведена Дирекцією старожитностей Республіки Ірак (1956, 1959–60, 1969–78 та 1982–92), Польським центром Середземноморського університету археології у Варшаві під керівництвом Януша Меушиньського (1974–76), Паоло Фіоріна (1987–89) з Centro Ricerche Archeologiche e Scavi di Torino, який зосередився головним чином на форті Шалманасер, та Джоном Кертісом (1989). У 1974 р. До своєї передчасної смерті в 1976 р. Януш Меушинський, директор польського проєкту, з дозволу іракської команди розкопок, задокументував весь об’єкт на плівку - у слайд-плівку та чорно-білу друковану плівку. Кожен рельєф, який залишився на місці, а також впалі, розбиті шматки, що були розподілені по кімнатах по всій території, були сфотографовані. Меушинський також домовився з архітектором свого проєкту Річардом П. Соболевським про обстеження місця і запис у плані та на висоті. В результаті було реконструйовано цілі рельєфні композиції з урахуванням передбачуваного розташування фрагментів, розкиданих по всьому світу.
Розкопки виявили чудові барельєфи, слонову кістку та скульптури. Статуя Ашурнасірпала II була знайдена у чудовому стані збереження, як і колосальні крилаті леви з людською головою вагою від 10 коротких тонн (9,1 т) до 30 коротких тонн (27 т), кожна охороняла вхід до палацу. Велика кількість написів, присвячених царю Ашурнасірпалу II, надає більше подробиць про нього та його правління, ніж відомо будь-якому іншому правителю цієї епохи. Розміщені палаци Ашурнасірпал II, Шалманесар III та Тиглат-Піласер III. Частини місця також були визначені як храми Нінурти та Енліля, будівлі, призначеної Набу, богу писемності та мистецтв, і як великі укріплення.

### Твори мистецтва
Німруд був одним із головних джерел ассирійської скульптури, включаючи знамениті палацові рельєфи. Лейард виявив понад півдюжини пар колосальних фігур-охоронців, які охороняли входи в палаци та дверні отвори. Це ламасу, статуї з чоловічою головою людини, тілом лева або бика та крилами. У них голови вирізані в круглі, але тіло збоку має рельєф. Вони важать до 27 тонн (30 коротких тонн). У 1847 році Лейард привіз до Лондона дві колоси вагою 9 тонн (10 коротких тонн), кожна з яких включала одного лева та одного бика. Після 18 місяців і кількох близьких катастроф йому вдалося привезти їх до Британського музею. Це передбачало завантаження їх на колісний візок. Вони були опущені за допомогою складної системи шківів та важелів, якими керували десятки людей. Візок буксирували 300 чоловік. Спочатку він намагався підключити візок до команди буйволів і змусити їх перевезти його. Однак буйвол відмовився рухатися. Потім їх навантажили на баржу, яка потребувала 600 козячих та овчих шкір, щоб утримати її на плаву. Після прибуття до Лондона був побудований пандус, щоб витягнути їх на сходинки та увійти до музею на роликах.
Додаткові 27-тонні (30-короткотонні) колоси були перевезені в Париж з Хорсабада Полом Емілем Боттою в 1853 р. У 1928 р. Едвард К'єра також перевіз 36-тонну (40-тонну) колосу з Хорсабада до Чикаго. Музей мистецтв Метрополітен у Нью-Йорку має ще одну пару.
Статуя Ашурнасірпала II, Стела Шамші-Адада V та Стела Ашурнасірпала II - це великі скульптури з портретами цих монархів, усі вони закріплені для Британського музею Лейардом та британським археологом Хормуздом Рассамом. Також у Британському музеї знаходиться знаменитий Чорний обеліск Шалманезера III, виявлений Лейардом у 1846 році. Він висотою півтора фута заввишки і відзначає написами та 24 рельєфними панелями переможні походи короля 859–824 рр. До н. Е. Він має форму храмової вежі на вершині, що закінчується трьома ступенями.
Серії характерних ассирійських мілководних рельєфів були вилучені з палаців, і секції зараз знаходяться в декількох музеях (див. Галерею нижче), зокрема в Британському музеї. Вони показують сцени полювання, війни, ритуалів та процесій. Слонові кістки "Німруд" - це велика група різьби зі слонової кістки, яка, здебільшого, спочатку прикрашала меблі та інші предмети, привезені в Німруд з кількох частин давнього Близького Сходу та знаходилися в коморі палацу та інших місцях. Вони знаходяться в основному в Британському музеї та Національному музеї Іраку, а також інших музеях. В іншій коморі знаходилися чаші Німруд, близько 120 великих бронзових мисок або тарілок, також імпортних.
"Скарб Німруда", виявлений під час цих розкопок, - це колекція 613 ювелірних виробів із золота та дорогоцінних каменів. Він пережив плутанину та грабунки після вторгнення в Ірак у 2003 році в банківське сховище, де його прибирали протягом 12 років і було "заново відкрито" 5 червня 2003 року.

### Знаменні надписи
На одній панелі Чорного обеліска Шалманезера III є напис, що включає назву mIa-ú-a mar mHu-um-ri-i. Хоча Роулінсон спочатку переклав це в 1850 році як «Яхуа, син Хубірі», рік потому преподобний Едвард Хінкс припустив, що це стосується ізраїльського короля Ієху. Хоча існують інші тлумачення, біблійні археологи широко розглядають обеліск, тому він включає найдавніші відомі присвяти ізраїльтянина.

Ряд інших артефактів, які вважаються важливими для біблійної історії, були розкопані з цього місця, такі як Німрудська табличка K.3751 та Німрудова плита. Двомовні асирійські левові ваги мали важливе значення для наукової дедукції історії алфавіту.

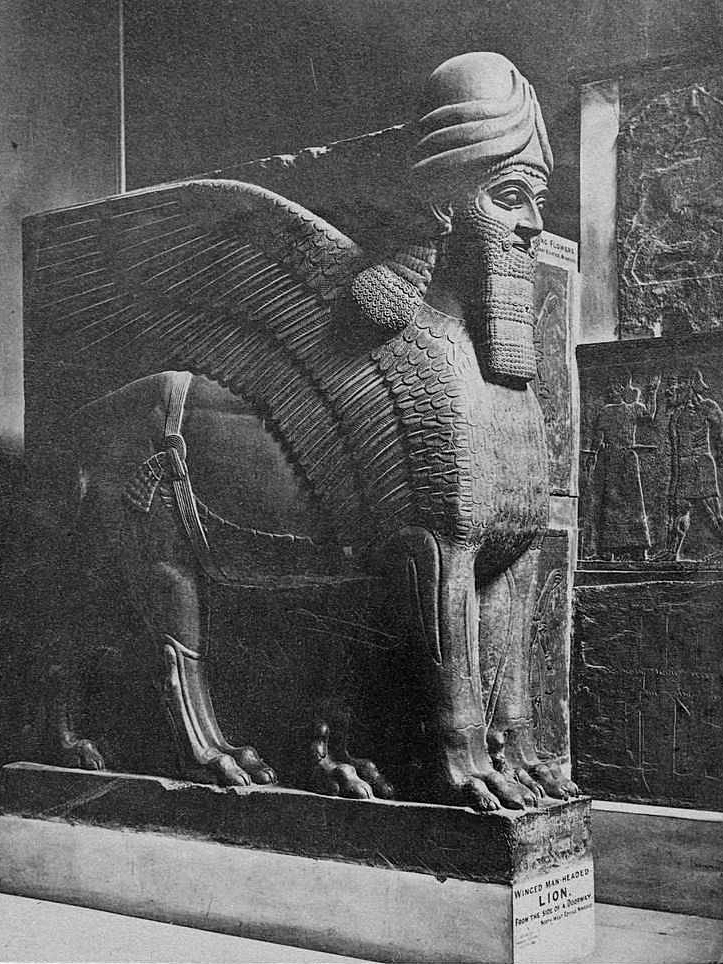
Статуя стража воріт Німруда

## Руйнування
Різні пам'ятники Німруду стикалися із загрозами впливу суворих елементів іракського клімату. Відсутність належної захисної покрівлі означало, що старовинні рельєфи на цьому місці були сприйнятливі до ерозії від піску, роздутого вітром, та сильних сезонних дощів.
У середині 2014 року Ісламська держава Іраку і Леванту (ІДІЛ) окупувала територію навколо Німруда. ІДІЛ знищив інші святі місця, в тому числі мечеть пророка Іони в Мосулі. На початку 2015 року вони оголосили про свій намір знищити багато давніх артефактів, які вони вважали ідолопоклонством або іншим чином неісламськими; згодом вони знищили тисячі книг і рукописів у бібліотеках Мосула. У лютому 2015 р. ІДІЛ знищив аккадські пам'ятники в музеї Мосула, а 5 березня 2015 р. Ірак оголосив, що бойовики ІДІЛ бульдозерили Німруд та його археологічні розкопки на підставі того, що вони блюзнірство.
Член ІДІЛ зняв на відео руйнування, заявивши: «Ці руїни, що стоять за мною, це ідоли та статуї, яким люди в минулому поклонялися замість Аллаха. Пророк Мухаммед збив кумирів голими руками, коли зайшов у Мекку Наш пророк наказав нам зруйнувати ідолів і знищити їх, а товариші пророка зробили це після цього часу, коли вони завоювали країни». ІДІЛ заявила про намір зруйнувати відновлені міські ворота в Ніневії. ІДІЛ продовжував виконувати роботи по знесенню пізніше зруйнованого Парфян міста Хатри. 12 квітня 2015 року в режимі он-лайн відео з бойовиками, як стверджувалося, було показано, як бойовики ІДІЛ забивають, бульдозерують і в кінцевому підсумку використовують вибухівку для підриву частин Німруду.
Ірина Бокова, генеральний директор ЮНЕСКО, заявила, що «навмисне знищення культурної спадщини є військовим злочином». Президент Сирійської ліги в Лівані порівняв втрати на цьому місці зі знищенням культури Монгольською імперією. У листопаді 2016 року аерофотознімки показали систематичне нівелювання Зикурату важкими машинами. 13 листопада 2016 року Іракська армія відвоювала місто у ІДІЛ. Спільне оперативне командування заявило, що воно підняло прапор Іраку над своїми будівлями, а також захопило ассирійське село Нуманія, що на краю міста. На момент повернення Німруду близько 90 % розкопаної частини міста було повністю зруйновано. Кожна основна споруда була пошкоджена, Зикурат Німруда був згладжений, від палацу Ашурбаніпала II залишилося лише кілька розкиданих розбитих стін, Ламасу, який колись охороняв його ворота, був розбитий та розкиданий по ландшафту.
Станом на 2020 рік, археологи з Проєкту порятунку Німруд провели два сезони робіт на цьому місці, навчаючи корінних іракських археологів щодо захисту спадщини та сприяння збереженню останків. Плани реконструкції та туризму знаходяться в стадії розробки, але, найімовірніше, не будуть реалізовані протягом наступного десятиліття.

## Галерея

Археологічні предмети з Німруду
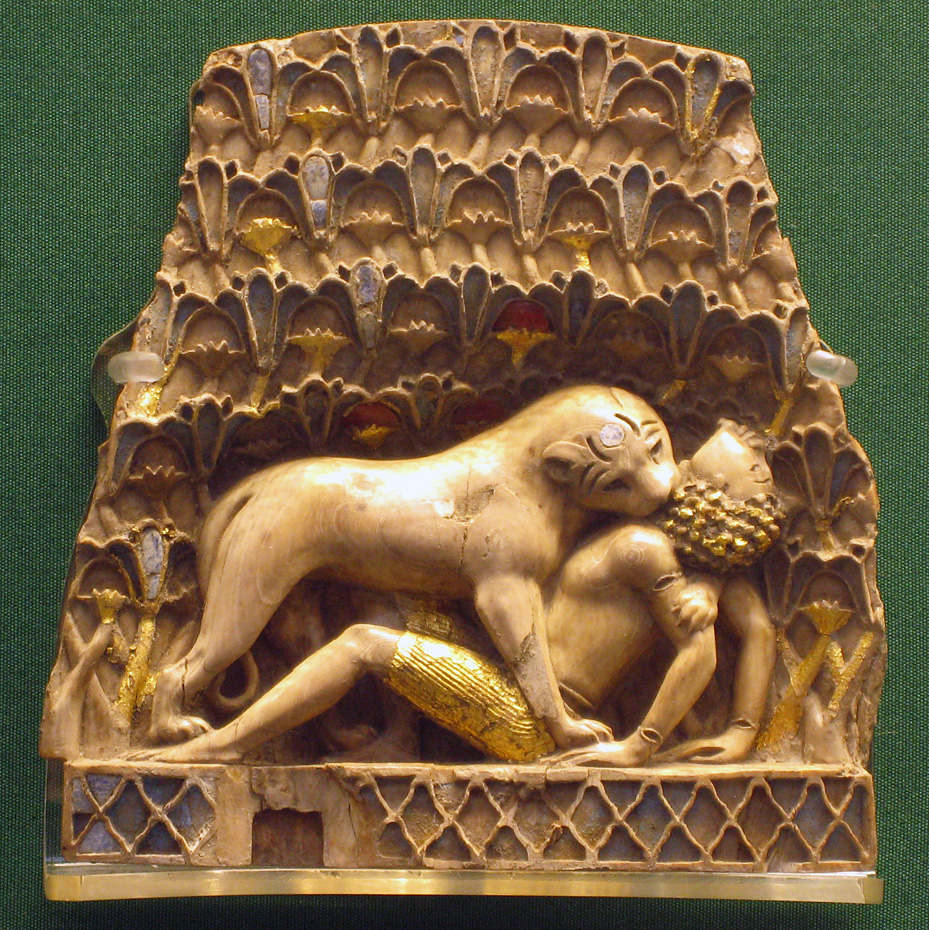
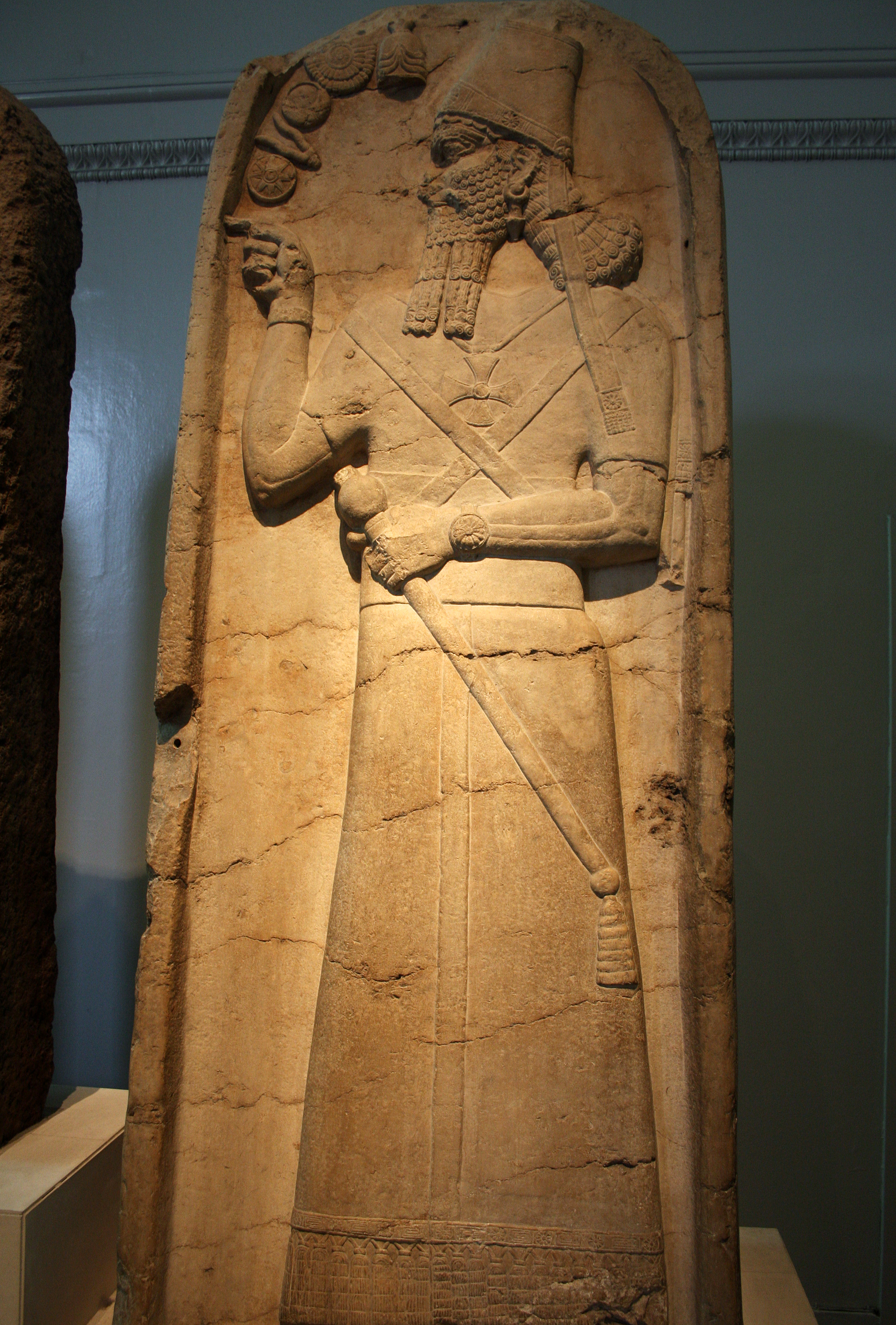
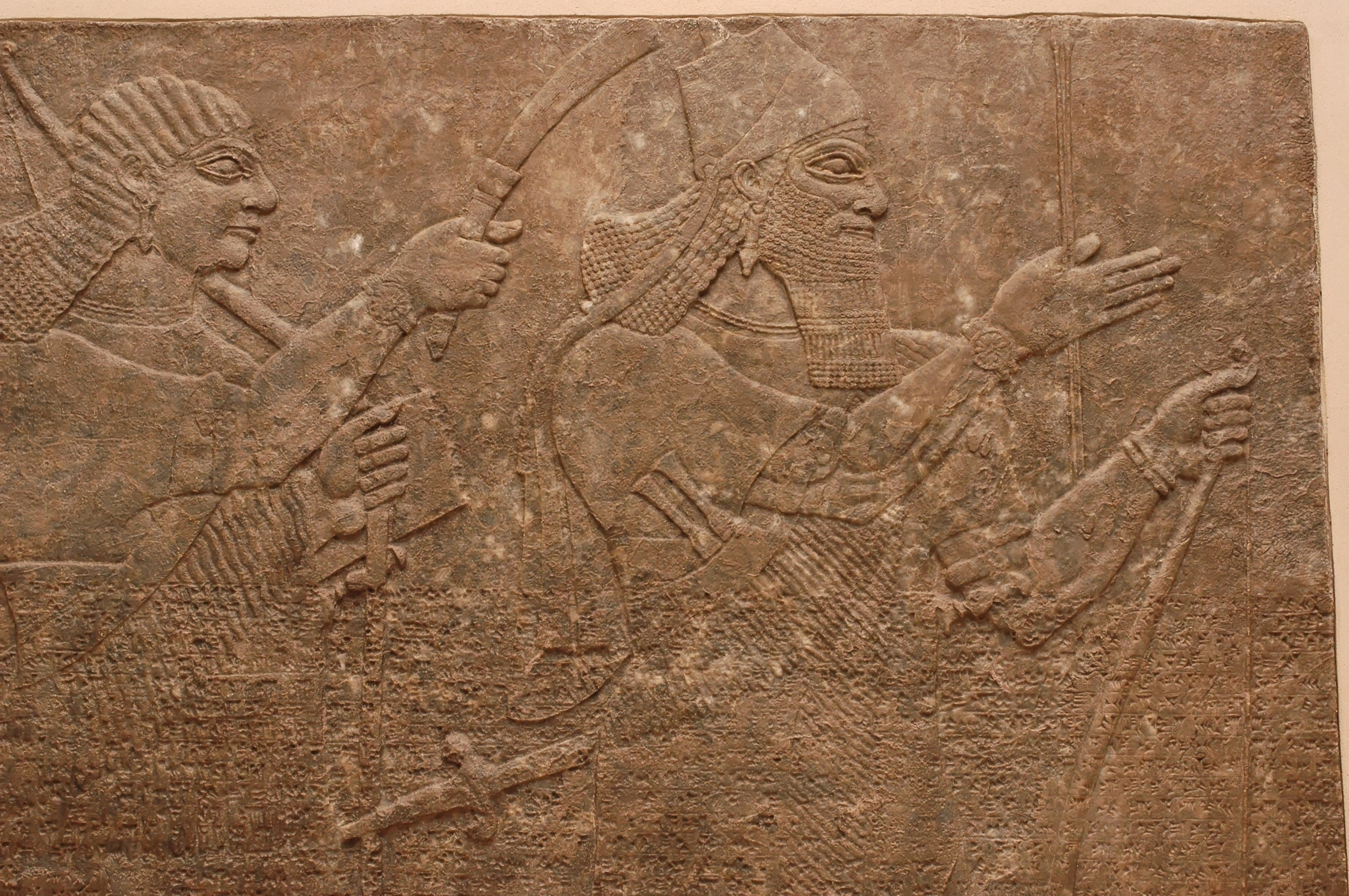
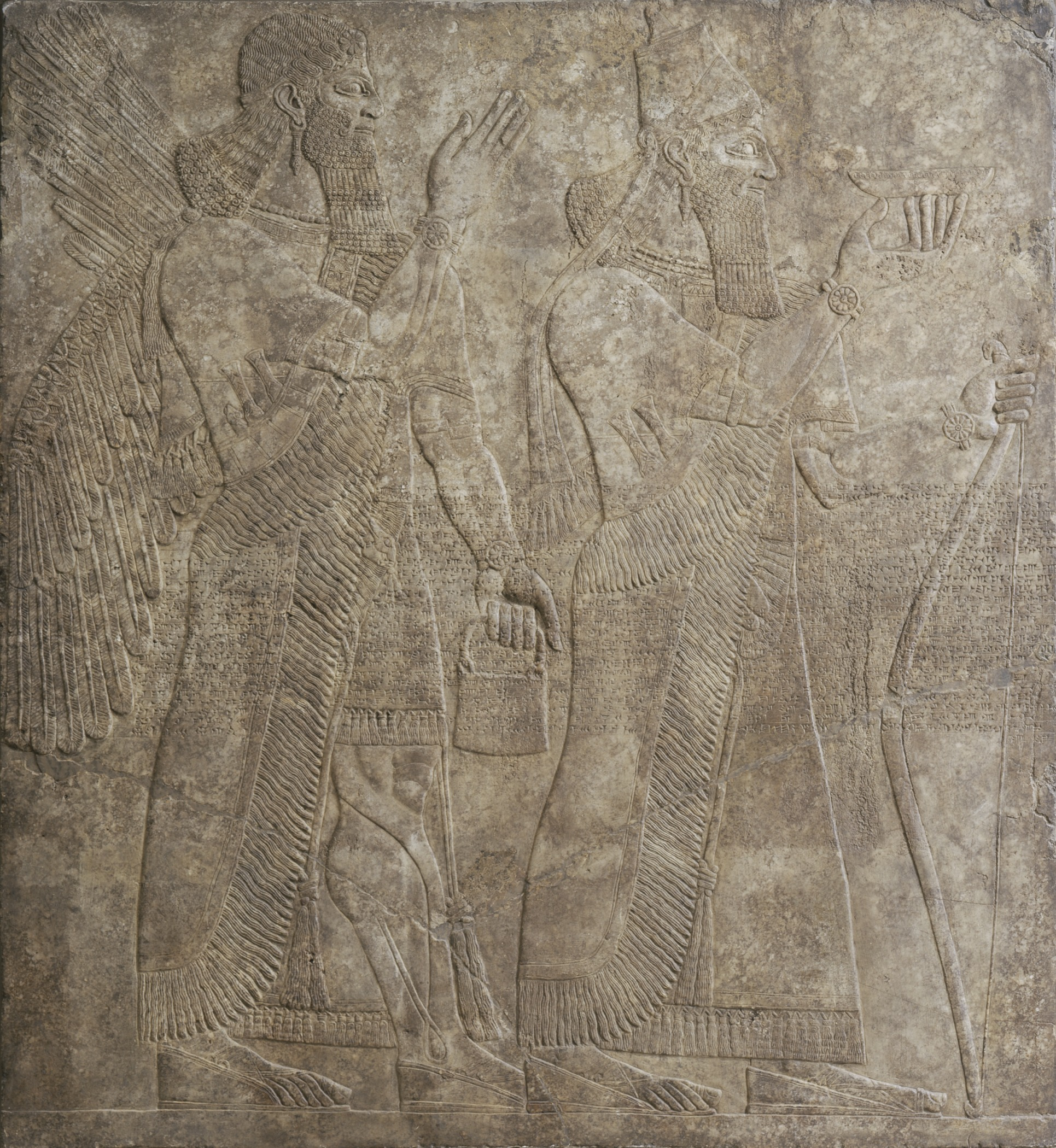
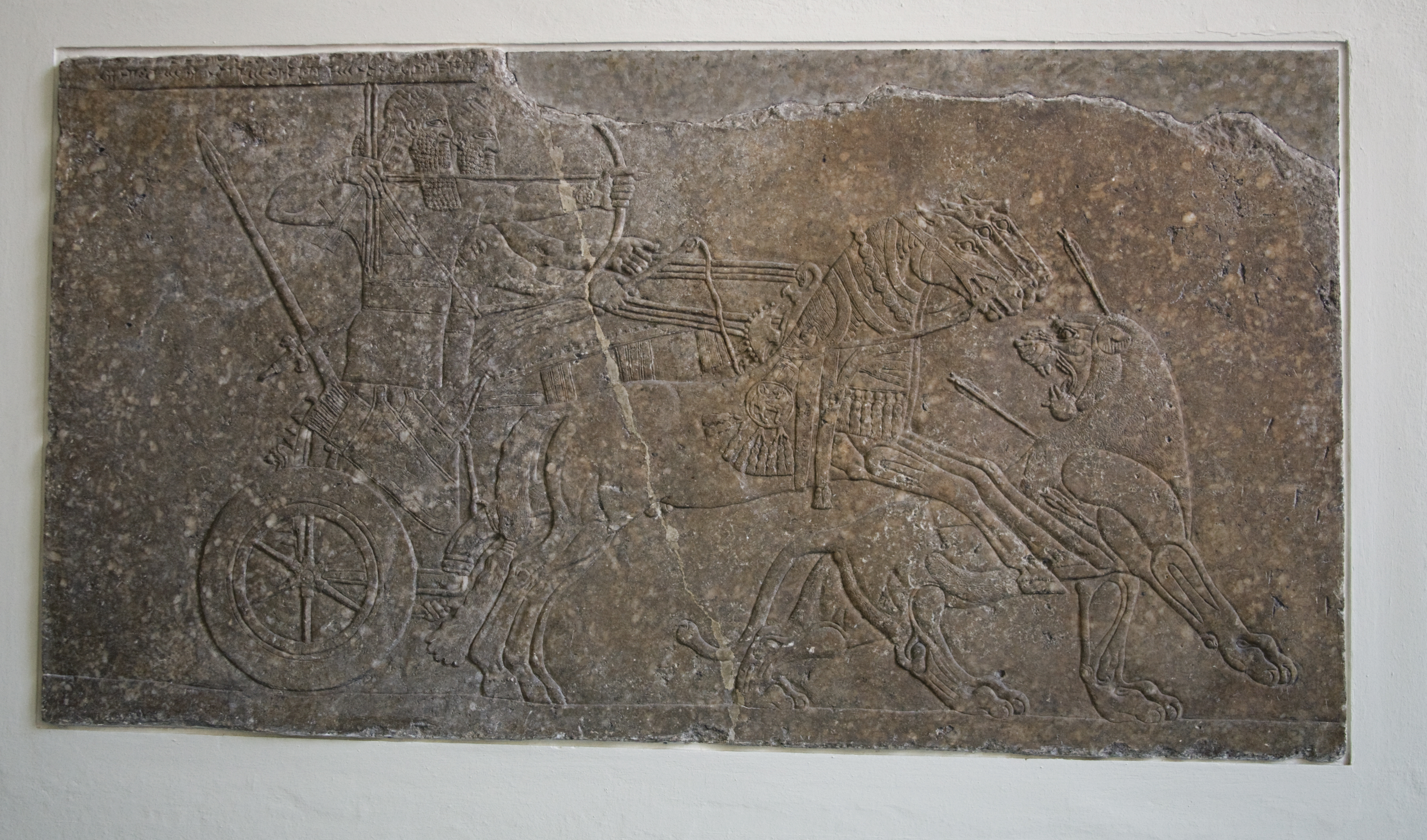
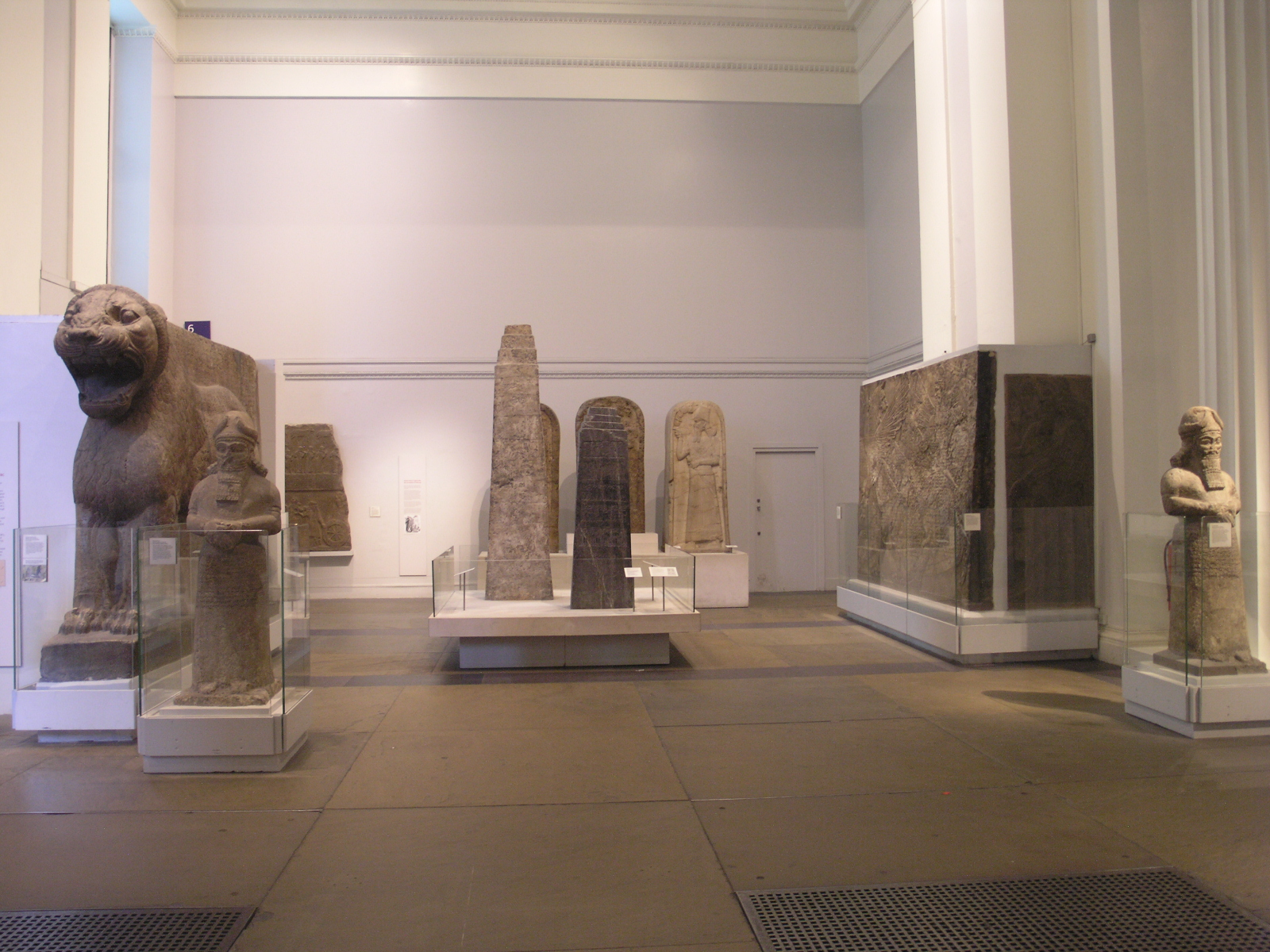
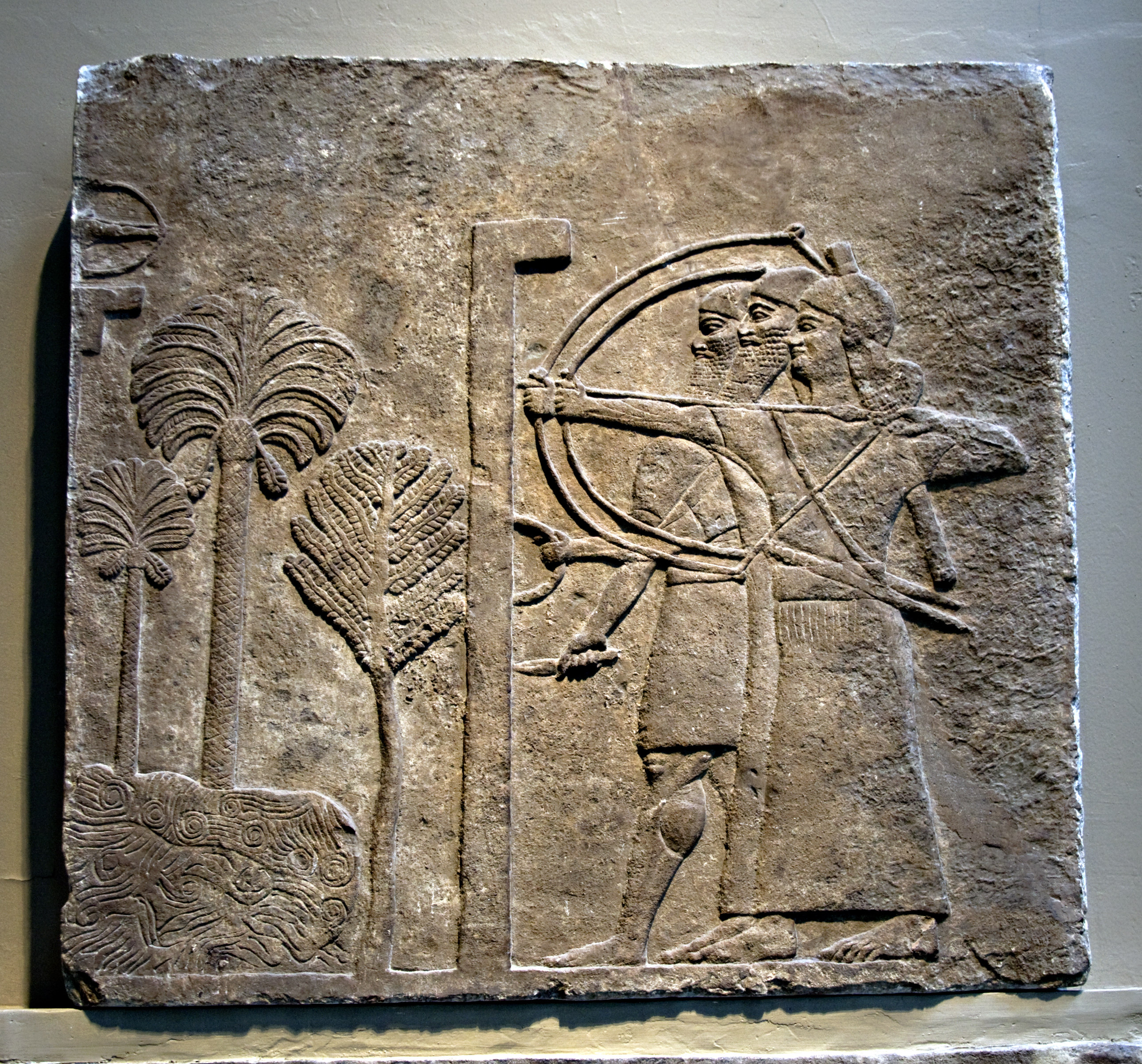
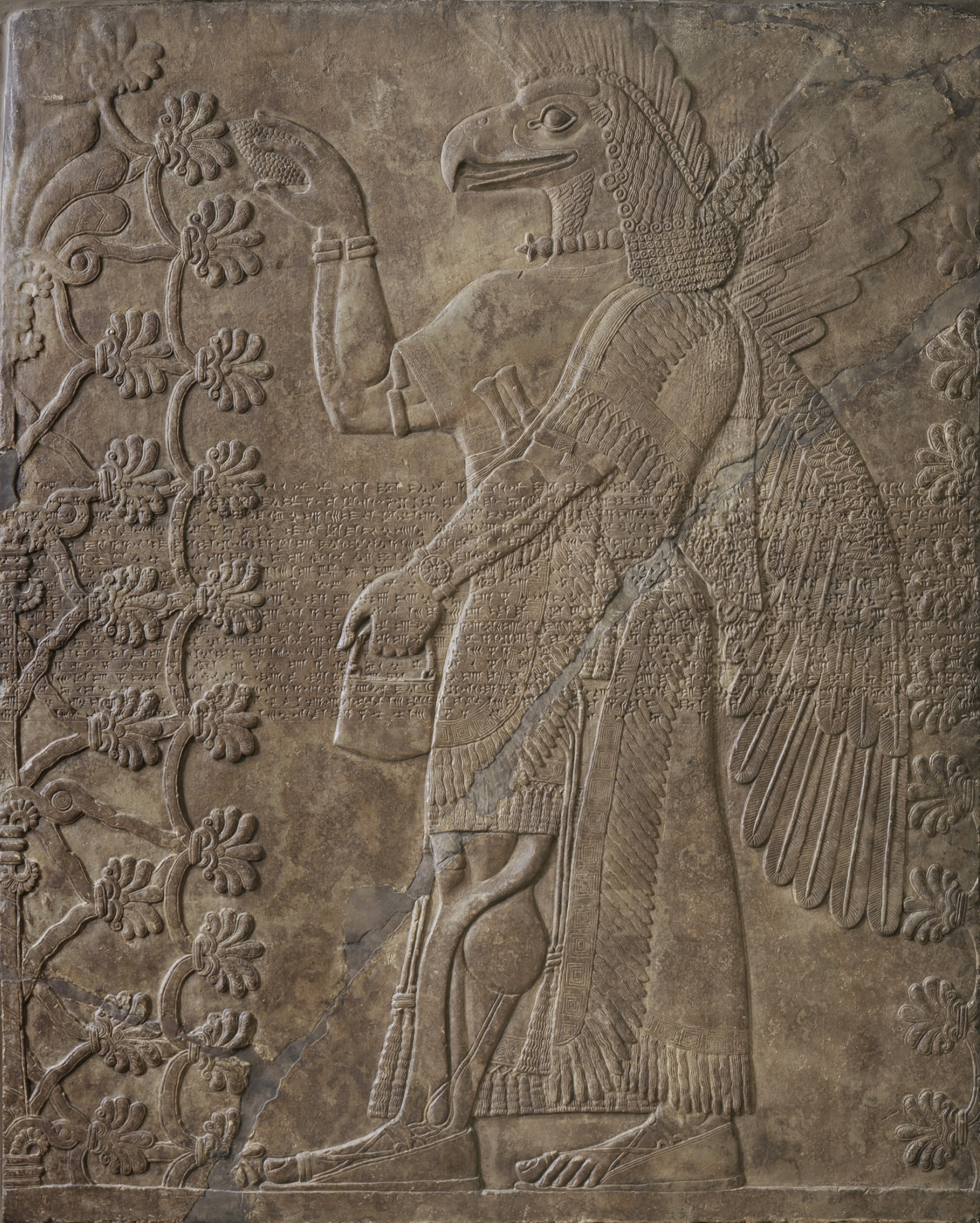
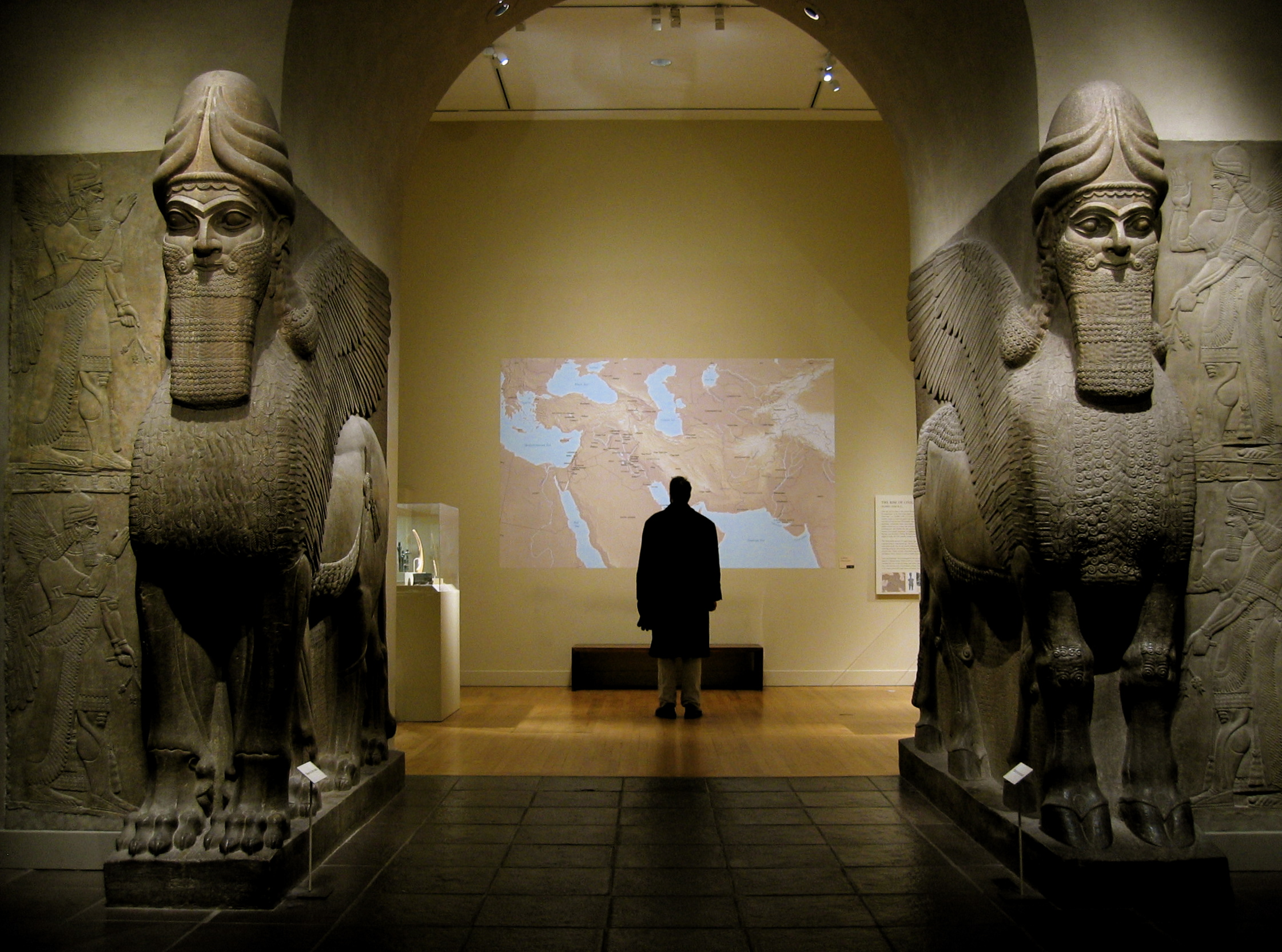
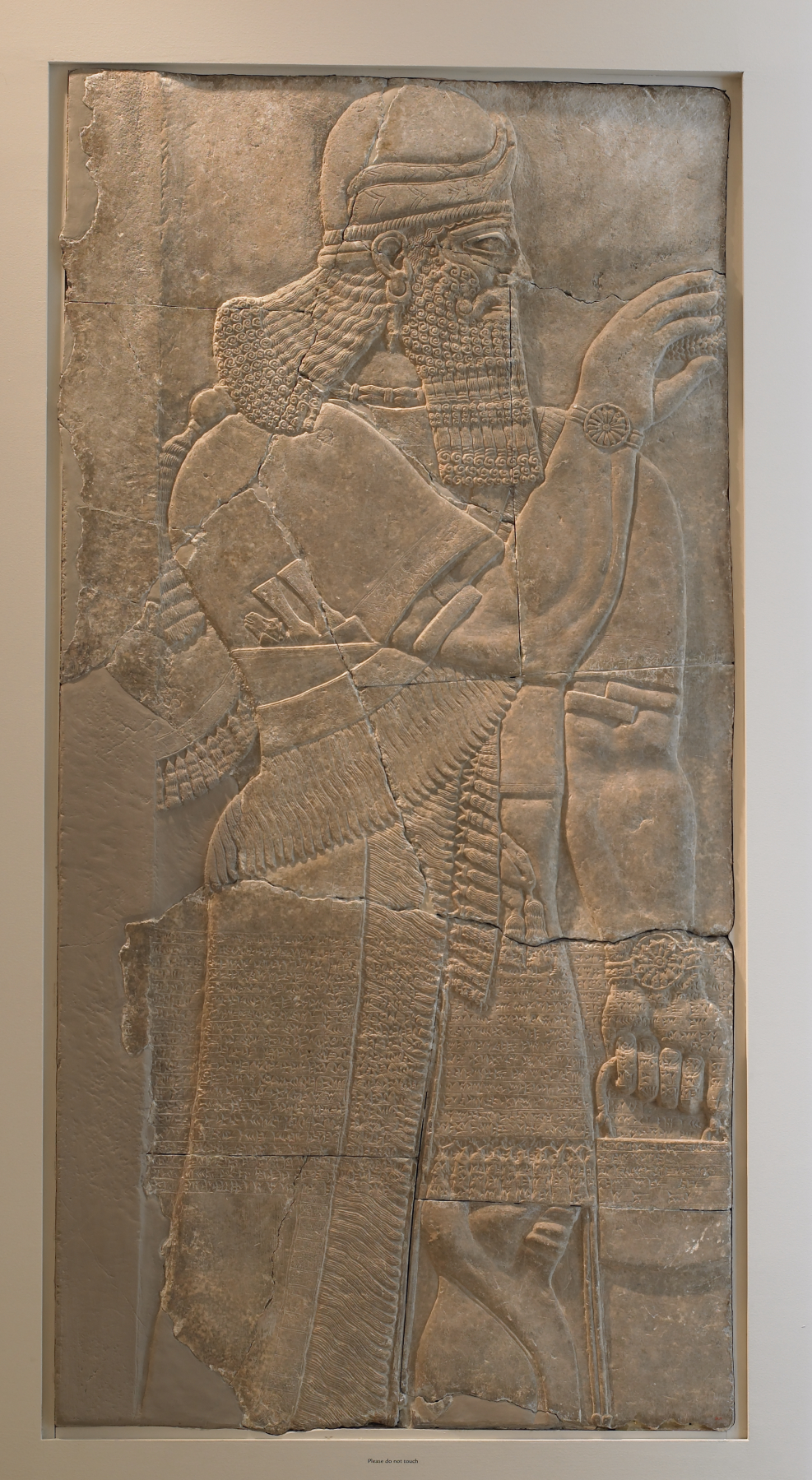
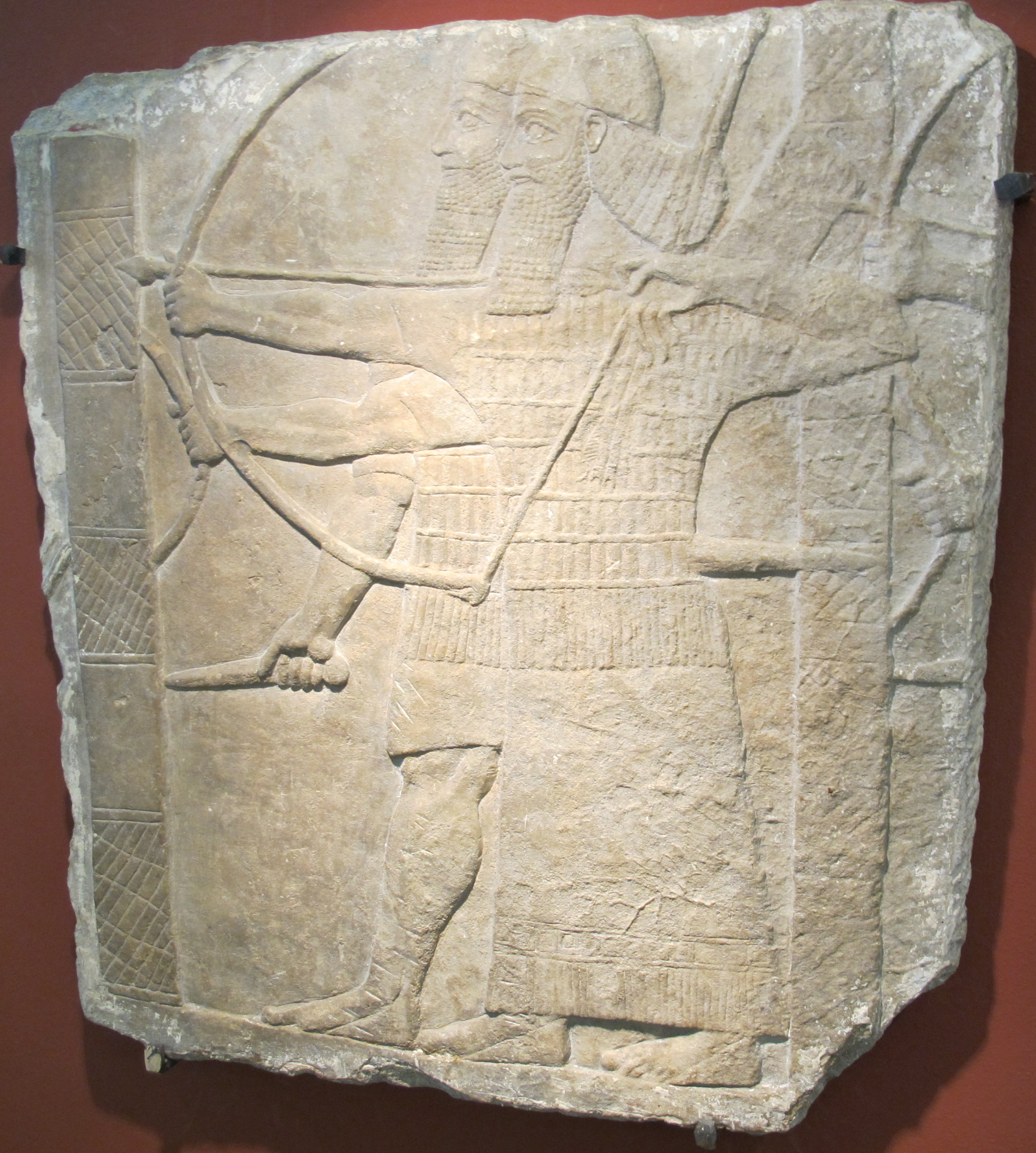
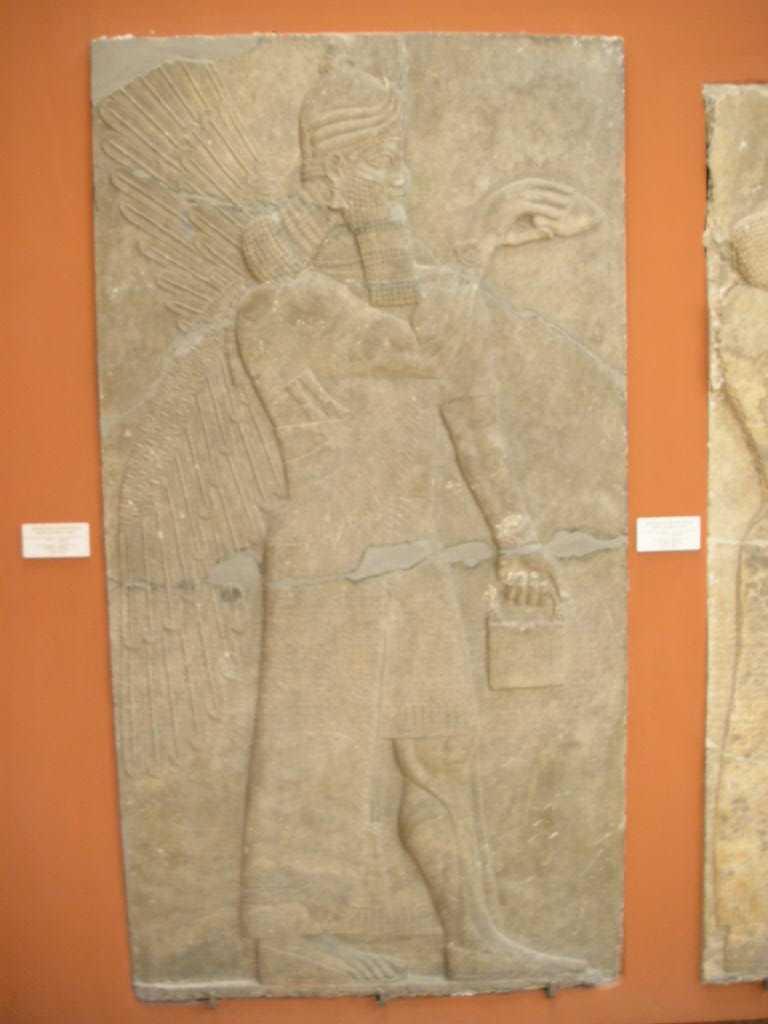